# هنری ام تیکنر

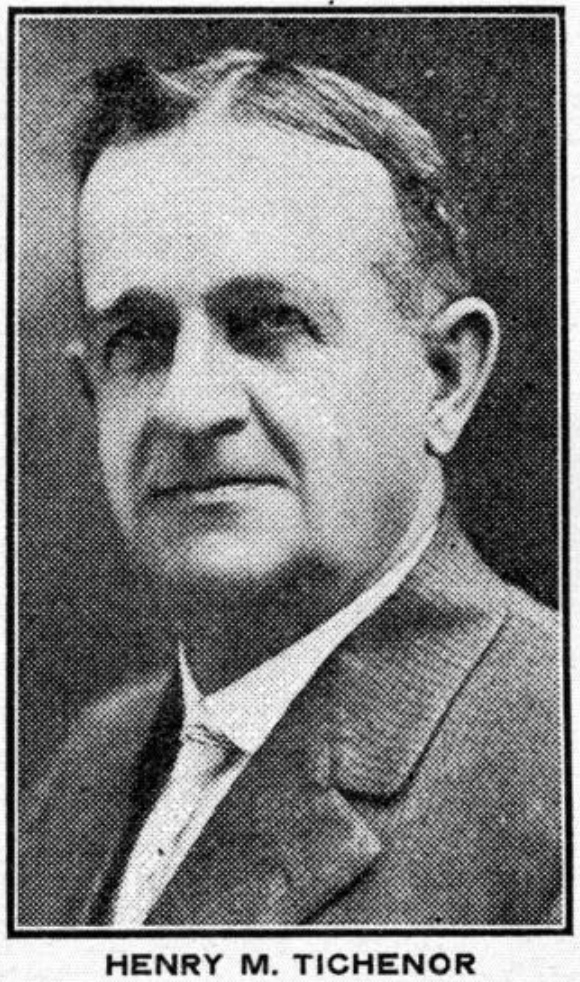
هنری ام تیکنر، ۱۹۱۴

هنری م. تیکنر (به انگلیسی: Henry M. Tichenor) نویسنده و ویراستار مجله برجسته در جنبش سوسیالیستی و آزاداندیشی در دوره ترقی‌خواهی و دوران طلائی آزادی اندیشه آمریکا بود. نوشتارهای او اغلب دین سازمان‌یافته را محکوم می‌کرد، به ویژه مسیحیت را ابزاری در دست طبقات بالا برای کنترل طبقه کارگر می‌دانست. در عرصه مخالفت با دین، از او در کنار افرادی چون کلارنس داروو و مادالین ماری اهر، به عنوان پیشروان اندیشه آزاد آمریکایی در قرن بیستم یاد شده‌است.